# Rosalinda Bueso Asfura

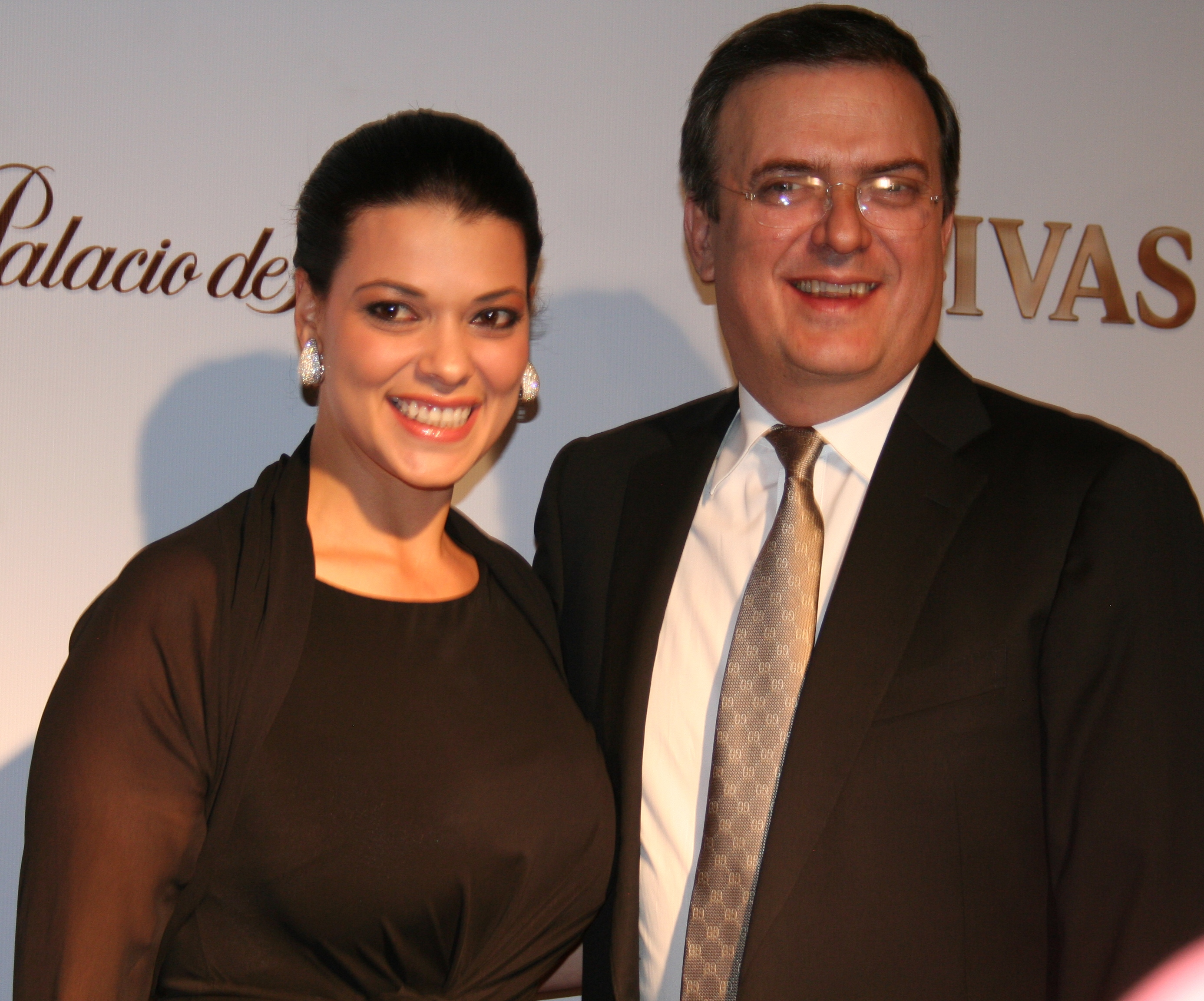
Rosalinda Bueso Asfura und Marcelo Ebrard.

Rosalinda Bueso Asfura (* 4. Juni 1977 in Tegucigalpa)  ist eine honduranische Diplomatin.

## Leben
Rosalinda Bueso Asfura ist die Tochter der Pharmakologin Rosalinda Asfura und des Augenarztes Francisco Bueso. Am 7. Oktober 2011 heiratete sie Marcelo Ebrard, mit dem sie seit dem 12. Dezember 2013 die Zwillinge Ivanna und Julián hat.
Sie studierte an der Universidad Tecnológica Centroamericana Tourismus.
Im Februar 2006 trat sie in den auswärtigen Dienst ein und wurde Zeremonienmeisterin.
Im Juli 2007 ernannte sie Manuel Zelaya zur Botschafterin in Mexiko-Stadt.
Nach dem Putsch in Honduras 2009 sperrte sie der Leiter der Konsularabteilung Rigoberto López aus der Botschaft aus. Nachdem am 21. Juli 2009 die Regierung Felipe Calderón Rosalinda Bueso Asfura als legitime Vertreterin von Honduras in Mexiko bestätigte, konnte sie am 22. Juli 2009 die Auslandsvertretung wieder betreten.